# Ben & Tan
Ben & Tan sta danski duo, ki ga sestavljata Benjamin Rosenbohm (*3. junij 2002) in Tanne Balcells (*15. januar 1998).

## Karier
Benjamin in Tanne sta se spoznala leta 2019 v oddaji  X Factor. Tanne je nastopala kot del skupine Echo, s katero se je uvrstila v polfinale in tekmovanje končala na četrtem mestu. Benjamin se je uvrstil v finale, kjer je končal na drugem mestu tik za Kristianom Kjærlundom.

### Pesem Evrovizije
Dne 7. marca 2020 so objavili, da sta Rosenbohm in Balcells ena izmed 10 tekmovalcev na danskem nacionalnem evrovizijskem izboru Dansk Melodi Grand Prix. Duo je zmagal s svojo pesmijo »Yes« in bi tako moral zastopati Dansko na Pesmi Evrovizije.
Dne 18. marca 2020 je Evropska radiodifuzna zveza odpovedala tekmovanje za Pesem Evrovizije 2020 zaradi negotovosti v zvezi s širjenjem koronavirusne bolezni po Evropi.
Benjamin se je rodil v Berlinu v Nemčiji malgaškemu očetu in nemški materi ter se v mladosti preselil na Dansko. Tanne se je rodila v Barceloni v Španiji španskemu očetu in danski materi, nato se je preselila na Dansko.

## Diskografija

### Pesmi
- »Yes« (2020)
- »Summer Nights«  (2020)
- »Hallelujah«  (2020)
- »Iron Heart« (2021)